# Кердикашвили, Антон Алексеевич
Антон Алексеевич Кердикашвили (20 июля 1974 года, СССР) — российский и грузинский футболист, защитник.

## Биография
Начинал свою карьеру в Высшей грузинской лиге. В ней некоторое время выступал за «Дилу». Позднее переехал в Россию. Семь лет играл за команды южной зоны Второго дивизиона: ФК «Моздок», «Ангушт» Назрань и «Машук-КМВ». После включения пятигорцев в Первый дивизион завершил карьеру.

## Достижения
- Лучший защитник Второго дивизиона в зоне «Юг»: 2005.[1]